# University of Bradford
University of Bradford har sin bakgrund i Bradford Technical College, bildat 1882. Bradford Institute of Technology bildades 1957 av de mer avancerade delarna och fick universitetsstatus 18 oktober 1966 under det nuvarande namnet. Bradford and Airedale College of Health blev en del av universitetet 1996.
Universitet har omkring 10 000 studenter varav omkring 2 000 doktorandstudenter.